# Ḩoseynābād-e Z̧elleh Jūb
Ḩoseynābād-e Z̧elleh Jūb (persiska: حُسِينابادِ زِلِه جو, حُسِينابادِ زِلِه جوب, حسين آباد ظله جوب, Ḩoseynābād-e Zeleh Jū) är en ort i Iran.   Den ligger i provinsen Kurdistan, i den nordvästra delen av landet, 300 km väster om huvudstaden Teheran. Ḩoseynābād-e Z̧elleh Jūb ligger 1 881 meter över havet och antalet invånare är 155.
Terrängen runt Ḩoseynābād-e Z̧elleh Jūb är platt åt nordost, men åt sydväst är den kuperad.Runt Ḩoseynābād-e Z̧elleh Jūb är det ganska tätbefolkat, med 58 invånare per kvadratkilometer. Närmaste större samhälle är Qorveh, 15,5 km nordväst om Ḩoseynābād-e Z̧elleh Jūb. Trakten runt Ḩoseynābād-e Z̧elleh Jūb består i huvudsak av gräsmarker.